# Luigi Ulivelli
Luigi Ulivelli (Corazzano, 8 settembre 1935 – Livorno, 17 febbraio 2010) è stato un lunghista italiano.

## Biografia
Nato nel 1935 a Corazzano, frazione di San Miniato, in provincia di Pisa, nel 1955 fu medaglia d'oro ai Giochi del Mediterraneo di Barcellona con 7,17 m.
A 24 anni partecipò ai Giochi olimpici di Roma 1960 nel salto in lungo, non ottenendo misure valide e subendo un infortunio che lo costrinse a chiudere la carriera.
Morì nel 2010, a 74 anni.

## Palmarès
| Anno | Manifestazione          | Sede       | Evento         | Risultato | Prestazione | Note |
| ---- | ----------------------- | ---------- | -------------- | --------- | ----------- | ---- |
| 1955 | Giochi del Mediterraneo | Barcellona | Salto in lungo | Oro       | 7,17 m      |      |
| 1960 | Giochi olimpici         | Roma       | Salto in lungo | nm        | nm          |      |

## Campionati nazionali
1955
- Argento ai campionati italiani assoluti, salto in lungo - 7,01 m